# Aliens: Fireteam Elite
『Aliens: Fireteam Elite』（エイリアン : ファイアーチーム エリート）は、Cold Iron Studiosが開発したサードパーソン・シューティングゲーム。映画『エイリアン』シリーズの世界を舞台にした協力プレイ型ゲームである。

## あらすじ
『エイリアン』3部作から23年後、植民地海兵隊の強襲艦エンデバーは、宇宙ステーション・カタンガ精錬所からの救難信号を受け、現地へ駆けつける。
そして、カタンガとその近傍くの小惑星LV－895を調査した結果、ウェイランド・ユタニがゼノモーフをはじめとするエイリアンを利用しようとしていたことが判明する。

## プレイヤーキャラクター
プレイキャラクターには「ロードアウト」という概念が存在しており、全部で6種類ある。
なお、チームの定員に満たない場合は、AIが操作する「シンセティック」（合成人間）が補充される。
- ガンナー
- デモリッシャー
- テクニシャン
- ドク
- リーコン

## 制作

### 背景・企画
Cold Iron Studiosは、小規模な協力型ゲームの開発を主体とする中、興味を持った21世紀フォックスから『エイリアン』のライセンスを使ったゲームの開発を持ち掛けられる。Cold Iron Studiosは作品の大ファンだったため、二つ返事で引き受け、本作の開発に乗り出した。
この時点では対人戦が流行していたものの、『エイリアン』の世界を舞台とした魅力的な協力型のゲームを遊んでみたいというスタッフの思いからPvE方式が採用された。
また、植民地海兵隊の一員となったプレイヤーがゼノモーフの大群と闘うというコンセプトは『エイリアン2』をヒントに生み出された。